# Pholcus excavatus
Pholcus excavatus är en spindelart som beskrevs av Simon 1877. Pholcus excavatus ingår i släktet Pholcus och familjen dallerspindlar.
Artens utbredningsområde är Kongo. Inga underarter finns listade i Catalogue of Life.